# Сен-Максимен
Сен-Максимен (фр. Saint-Maximin) — коммуна во Франции, находится в регионе Рона — Альпы. Департамент коммуны — Изер. Входит в состав кантона От-Грезиводан. Округ коммуны — Гренобль.
Код INSEE коммуны — 38426. Население коммуны на 2012 год составляло 639 человек. Населённый пункт находится на высоте от 274 до 1 204 метров над уровнем моря. Муниципалитет расположен на расстоянии около 480 км юго-восточнее Парижа, 100 км восточнее Лиона, 36 км северо-восточнее Гренобля. Мэр коммуны — Жак Вире, мандат действует на протяжении 2014—2020 годов.
Динамика населения (INSEE):